# Polski Czarny Krzyż
Polski Czarny Krzyż Towarzystwo Opieki nad Cmentarzami Wojennymi – polskie stowarzyszenie zajmujące się opieką nad zabytkowymi cmentarzami.
Stowarzyszenie posiada status Społecznego Opiekuna Zabytków.

## Szczegóły
Polski Czarny Krzyż Towarzystwo Opieki nad Cmentarzami Wojennymi jest kontynuatorem tradycji Towarzystwa Polskiego Żałobnego Krzyża – Polskiego Towarzystwa Opieki nad Grobami Bohaterów założonego w Polsce po odzyskaniu niepodległości, oraz kontynuuje tradycje późniejszego Towarzystwa Opieki nad Cmentarzami Wojennymi.
Zostało powołane do życia Uchwałą Stowarzyszenia Pamięci, Historii, Tradycji, Kultury i Rozwoju pierwotnie jako oddział Stowarzyszenia PHTKiR, a od 2019 roku jako odrębny podmiot. 
W styczniu 2020 roku Zarząd Główny Stowarzyszenia Polski Czarny Krzyż został uhonorowany Złotą Odznaką za opiekę nad zabytkami.
W marcu 2020 roku Stowarzyszenie Polski Czarny Krzyż zawiązało porozumienie o współpracy i przyjaźni z Österreichisches Schwarzes Kreuz z siedzibą w Wiedniu.

## Polski Czarny Krzyż (odznaczenie)

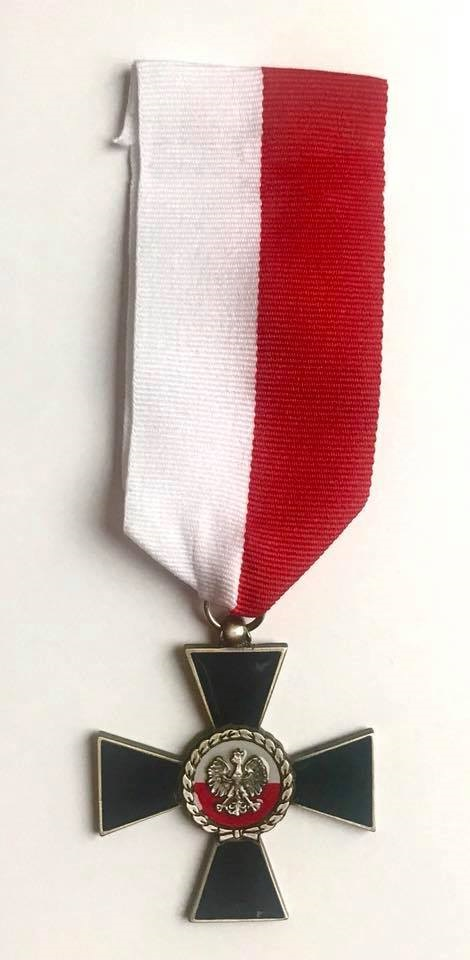
Awers odznaczenia

Odznaczenie Polski Czarny Krzyż zostało ustanowione w 2016 roku wraz z powołaniem organizacji i jest nadawane osobom fizycznym i organizacjom.

## Obiekty objęte opieką PCzK
- Cmentarz wojenny z I wojny światowej w Trzebieniu, gmina Magnuszew[8]
- Cmentarz wojskowy z I wojny światowej w Grabowie nad Pilicą[9]
- Cmentarz ewangelicko-augsburski w Chinowie
- Cmentarz żydowski w Stromcu
- Cmentarz wojenny w Bąkowcu